# Portret (album)
Portret – kompilacyjny album zespołu Mech wydany w 1998 roku nakładem wytwórni Karolex. Zawiera on utwory z poprzednich dwóch albumów studyjnych (utwory 1–8 Bluffmania i 9–16 Tasmania). Utrzymany jest w stylistyce rocka, rocka alternatywnego i rocka progresywnego. 

## Lista utworów
źródło:.
1. „Piłem z diabłem Bruderschaft” – 6:35
2. „Bluffmania” – 4:50
3. „Czy to możliwe” – 3:20
4. „To kiedyś wróci” – 5:20
5. „Cztery ściany” – 5:15
6. „Maszyna” – 3:15
7. „Dzida” – 5:20
8. „Nautilus” – 5:15
9. „Tasmania” – 4:12
10. „Spokojnie to minie” – 3:58
11. „Popłoch” – 4:31
12. „W pajęczej sieci milczeń” – 4:38
13. „Elektryczna kokieteria” – 3:53
14. „Brudna muzyka” – 3:43
15. „Kołysanka dla nienarodzonego” – 4:14
16. „Suahili” – 4:11

## Twórcy
źródło:.
- Andrzej Dylewski – chórki, perkusja, dzwony rurowe
- Maciej Januszko – dzwony rurowe, gitara, śpiew
- Janusz Łakomiec – chórki, gitara
- Robert Milewski – pianino, śpiew

gościnnie
- Jolanta Dylewska – chórki
- Aleksandra Milewska – chórki
- Tomasz Szukalski – saksofon sopranowy, saksofon tenorowy
- Monika Żuk – chórki